# بوبوشفو
بوبوشفو شهری در استان کیوستندیل کشور بلغارستان است که جمعیت آن در سال ۲۰۰۱ میلادی ۱٬۳۸۳ نفر بوده‌است.

## نگارخانه

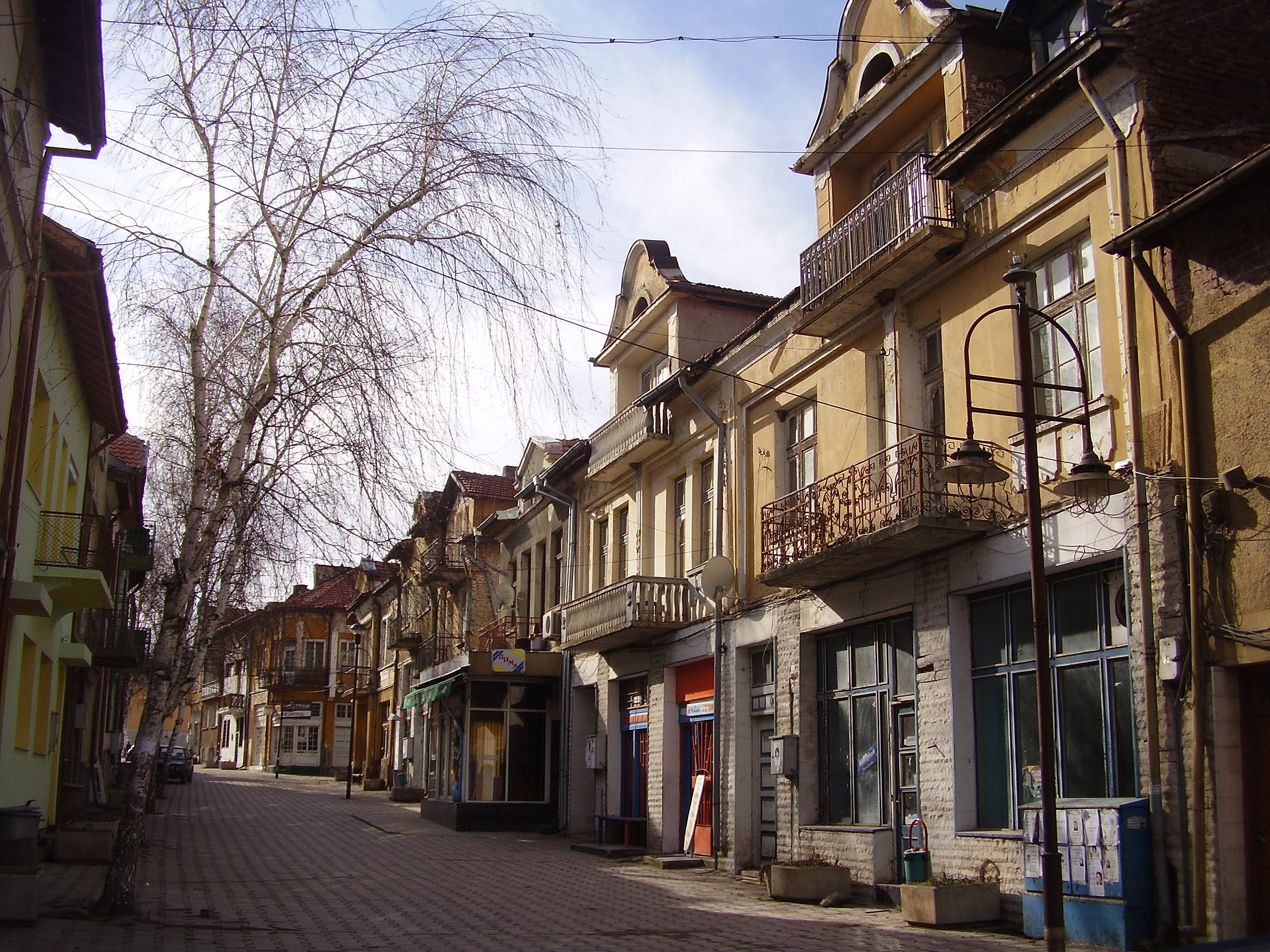
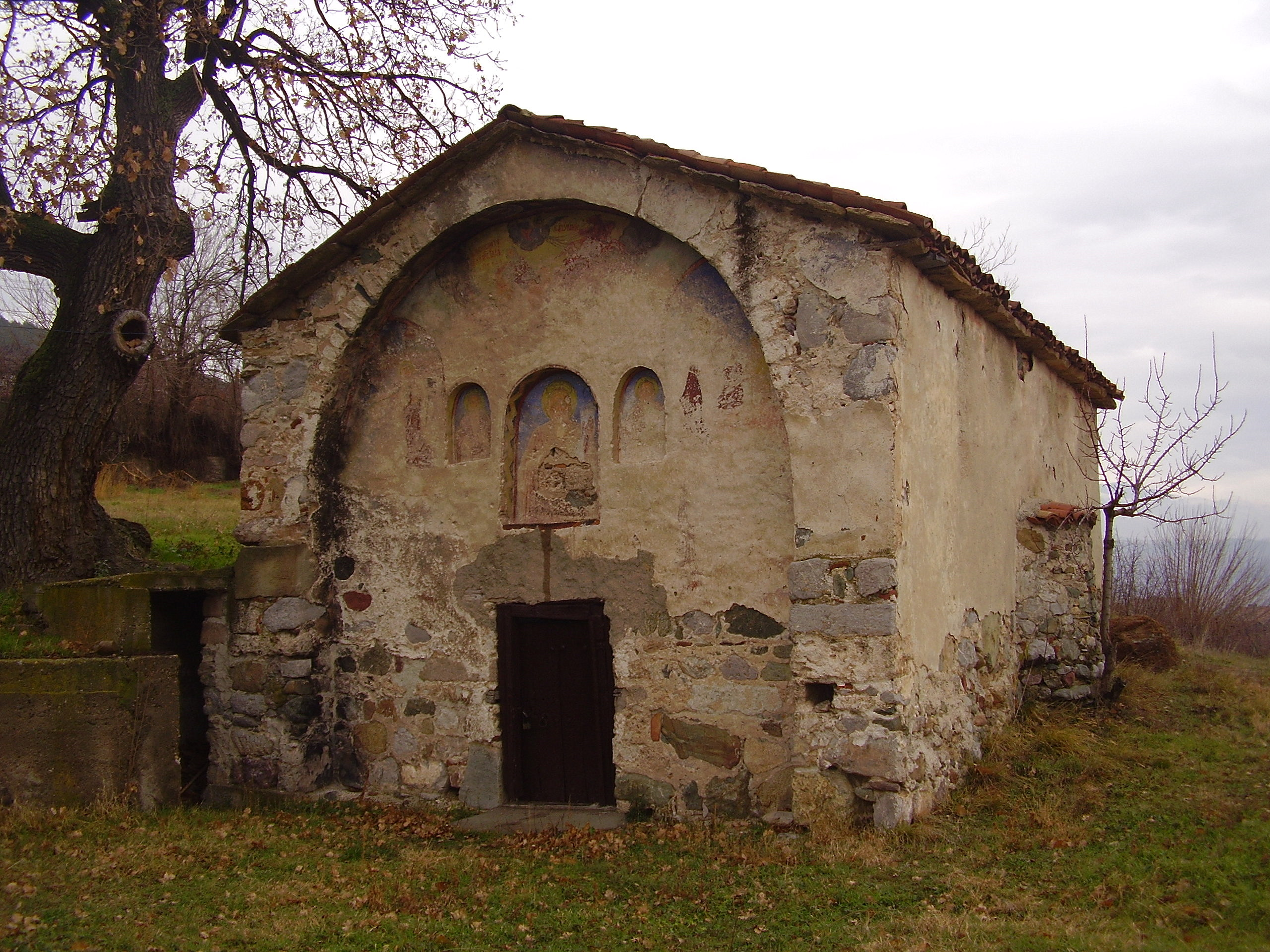
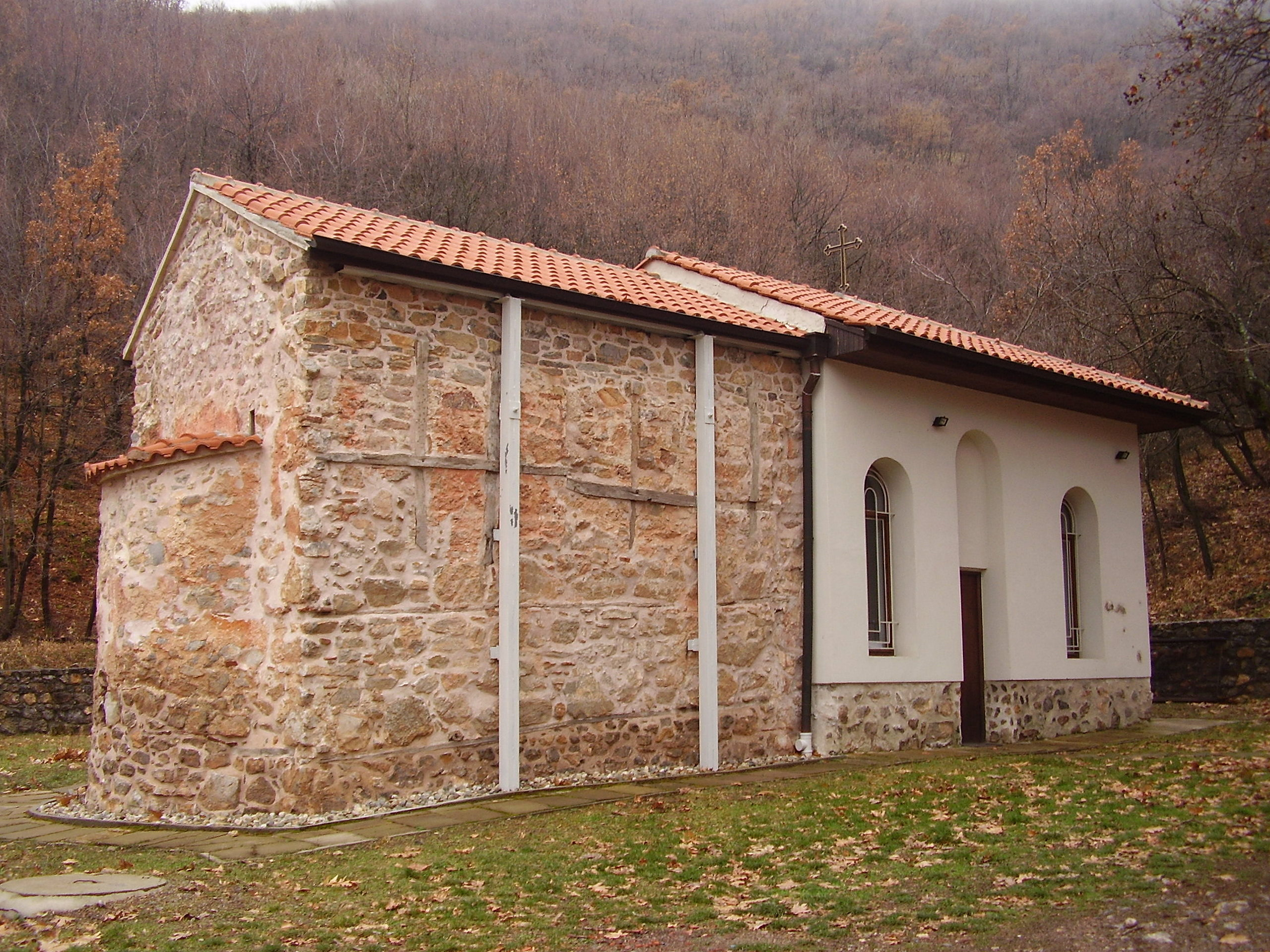
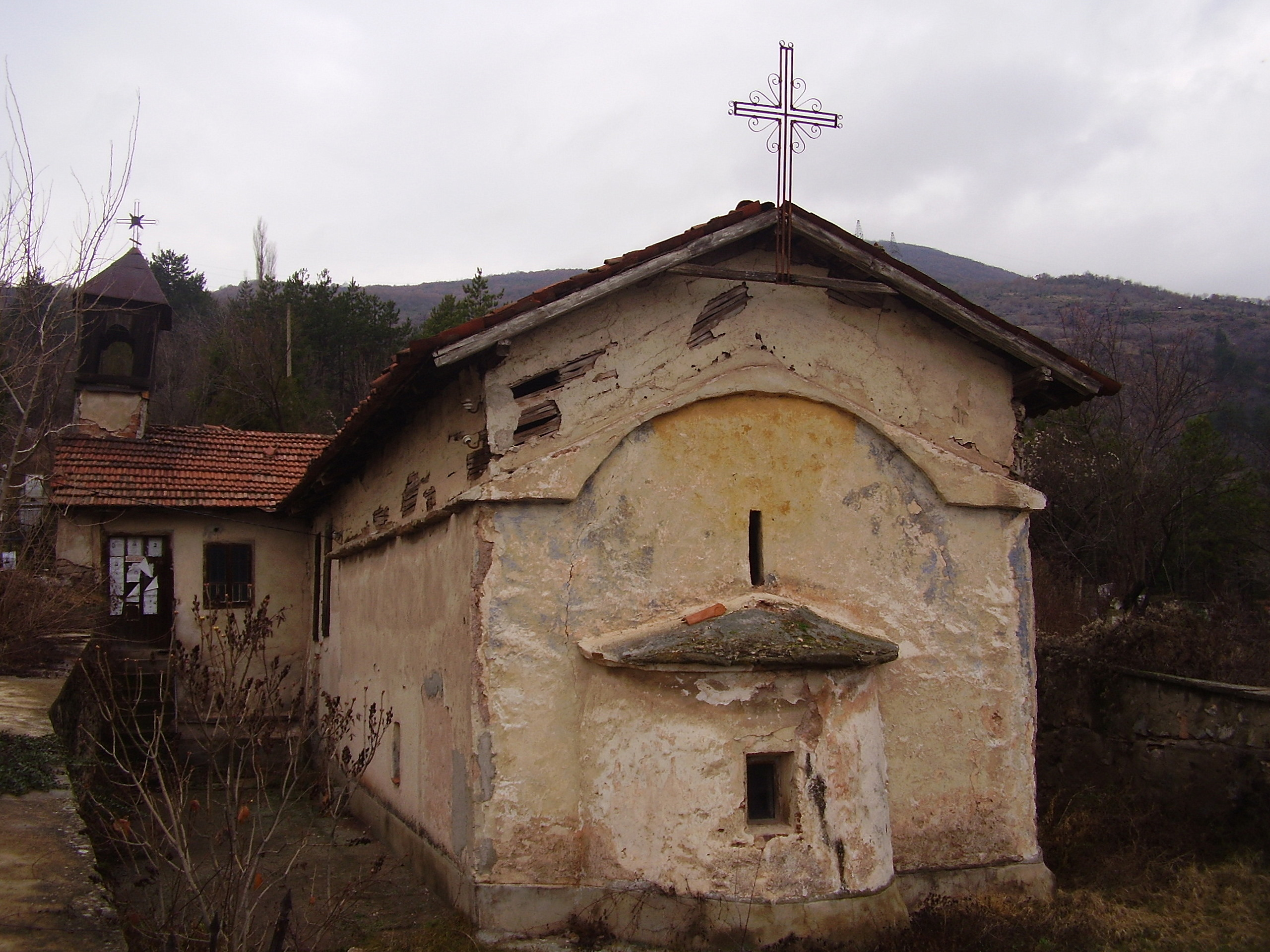